# Giovanni Benelli
Giovanni kardinal Benelli, italijanski rimskokatoliški duhovnik, škof in kardinal, * 12. maj 1921, Poggiole di Vernio, † 26. oktober 1982.

## Življenjepis
31. oktobra 1943 je prejel duhovniško posvečenje v Rimu.
11. junija 1966 je bil imenovan za naslovnega nadškofa Tusurosa in za apostolskega pronuncija v Senegalu; 11. septembra istega leta je prejel škofovsko posvečenje.
29. junija 1967 je postal uradnik v Rimski kuriji.
3. junija 1977 je bil imenovan za nadškofa Firenc; 27. junija istega leta je bil povzdignjen v kardinala in imenovan za kardinal-duhovnika S. Prisca.